# Scott Fitzgerald (zanger)
Scott Fitzgerald (Glasgow, 28 april 1948) is een Britse zanger.
Fitzgerald, artiestennaam van William McPhail, nam voor het Verenigd Koninkrijk deel aan het Eurovisiesongfestival van 1988 in Dublin. Hij zong de ballade Go, geschreven en gecomponeerd door Julie Forsyth. Na een zeer spannende puntentelling moest hij het met slechts één punt verschil afleggen tegen Céline Dion, die het nummer Ne partez pas sans moi zong.
Eerder, in 1978, scoorde hij samen met Yvonne Keeley een enorme wereldhit met het nummer  If I had words.

## NPO Radio 2 Top 2000
| Nummer met noteringen in de NPO Radio 2 Top 2000 | '99  | '00  | '01  | '02  | '03  | '04  | '05  |
| ------------------------------------------------ | ---- | ---- | ---- | ---- | ---- | ---- | ---- |
| If I Had Words (met Yvonne Keeley)               | 1154 | 1266 | 1639 | 1844 | 1548 | 1984 | 1865 |

1. ↑  Een vetgedrukt getal geeft de hoogste notering aan.
2. ↑  Deze tabel is bijgewerkt tot en met de laatste editie (2024).

1957: Patricia Bredin · 
1959: Pearl Carr & Teddy Johnson · 
1960: Bryan Johnson · 
1961: The Allisons · 
1962: Ronnie Carroll · 
1963: Ronnie Carroll · 
1964: Matt Monro · 
1965: Kathy Kirby · 
1966: Kenneth McKellar · 
1967: Sandie Shaw · 
1968: Cliff Richard · 
1969: Lulu · 
1970: Mary Hopkin · 
1971: Clodagh Rodgers · 
1972: The New Seekers · 
1973: Cliff Richard · 
1974: Olivia Newton-John · 
1975: The Shadows · 
1976: Brotherhood of Man · 
1977: Lynsey de Paul & Mike Moran · 
1978: Co-Co · 
1979: Black Lace · 
1980: Prima Donna · 
1981: Bucks Fizz · 
1982: Bardo · 
1983: Sweet Dreams · 
1984: Belle & The Devotions · 
1985: Vikki Watson · 
1986: Ryder · 
1987: Rikki · 
1988: Scott Fitzgerald · 
1989: Live Report · 
1990: Emma · 
1991: Samantha Janus · 
1992: Michael Ball · 
1993: Sonia · 
1994: Frances Ruffelle · 
1995: Love City Groove · 
1996: Gina G · 
1997: Katrina & the Waves · 
1998: Imaani · 
1999: Precious · 
2000: Nicki French · 
2001: Lindsay Dracass · 
2002: Jessica Garlick · 
2003: Jemini · 
2004: James Fox · 
2005: Javine Hylton · 
2006: Daz Sampson · 
2007: Scooch · 
2008: Andy Abraham · 
2009: Jade Ewen · 
2010: Josh Dubovie · 
2011: Blue · 
2012: Engelbert Humperdinck · 
2013: Bonnie Tyler · 
2014: Molly · 
2015: Electro Velvet · 
2016: Joe & Jake · 
2017: Lucie Jones · 
2018: SuRie · 
2019: Michael Rice · 
2021: James Newman ·
2022: Sam Ryder ·
2023: Mae Muller ·
2024: Olly Alexander ·
2025: Remember Monday
- Gemeinsame Normdatei: 134617320
- International Standard Name Identifier: 0000 0004 0653 2825
- Library of Congress Control Number: no2004120866
- MusicBrainz: 70edd8de-b343-415f-83c2-b10fde53571c
- Nationale Bibliotheek van Israël: 987007441531805171
- Système universitaire de documentation: 18892597X
- Virtual International Authority File: 7731148997701859870001
- WorldCat: E39PBJcWvmVmxTKqhDkcVKQDv3